# Kismedesér
Kismedesér (románul: Medișoru Mic) falu Romániában, Hargita megyében.

## Története
Szentábrahám része. 1956-ig adatai a községéhez voltak számítva. A trianoni békeszerződés előtt Udvarhely vármegye Székelykeresztúri járásához tartozott.

## Népessége
Lakossága 2013-ban 46 fő, ebből 44 magyar.

## Vallások
Lakói közül 2 fő protestáns, 17-en reformátusok és 25-en unitáriusok.